# José Luis Retortillo
José Luis Retortillo fue un abogado, diplomático y traductor español nacido en Cádiz en 1830 y fallecido en 1895. Fue presidente de la Diputación de Madrid y director de un semanario económico.